# 水野樹希
水野 樹希（みずの しげき、1988年4月26日 - ）は、日本のモデル、元子役。キリンプロ所属。
身長は178cm、靴のサイズは28cm。趣味はバスケットボール。

## 活動
出演作品は少ないようで、インターネットや書籍でも彼について扱ったものはほとんどない。そのため、彼の過去の活動を知るのは非常に困難である。但し、重要人物を演じた作品もあるのでそこから彼の活動を知ることは可能である。
2005年頃から学業を優先するために活動を休止している。

## 出演作品
- 花王愛の劇場「大好き!五つ子」(TBS、1999年)
- ズッコケ三人組2 (NHK教育、1999年)
- 新・南部大吉交番日記 (NHK、1999年)
- ワインメール (フジテレビ、2000年)
- 虹色定期便 (NHK教育、2000年) 市川武 役

## CM
- バンダイ「スピンアームズ」(1999年)
- 甲府東・昭和・富士吉田住宅公園 “いかなくちゃ篇”(2000年)
- 任天堂「スーパーマリオソフト」(2001年)
- 伊藤ハム｢ポークビッツ」(2001年)
- KANKO学生服 (2002年)

## VP
- 文部省「こども放送局」(1999年)
- ニコルクラブキッズ (1999年)
- 東京書籍 (2001年)
- 未来科学館 (2002年)
- TAKARA ｢サプリビンダース　エクセリュート｣ (2003年)

## スチール
- Dマート (2000年)
- ダイエー (2000年)
- ロビンソン百貨店 (2001年)
- 小学館 学年別学習雑誌
  - 『小学六年生』(2002年)
  - 『小学五年生』(2002年)
- 住宅展示場 (2002年)
- JOMOケビンガーネット　”バスケットクリーニング篇”(2002年)

## ショー
- 制服向上委員会プロデュース｢'04スクールユニフォーム・コレクション｣ (2004年)